# Charles Bulfinch
Charles Bulfinch est un architecte américain né à Boston (Massachusetts, États-Unis) le 8 août 1763 et mort dans la même ville le 15 avril 1844.

## Biographie
Diplômé de Harvard en mathématiques et en perspective, il voyage en Europe pour étudier l'architecture. À son retour à Boston, il s'établit comme architecte et tente de transposer l'urbanisme anglais et l'architecture européenne dans la culture américaine.
La ville de Boston l'engage comme Chairman of the Board of Selectmen et surintendant de police. Sous sa direction, le centre civil de Boston prend un style classique qui se sépare progressivement de ses sources européennes.
En 1818, Bulfinch succède à Benjamin Henry Latrobe en tant qu'architecte du Capitole de Washington, qui avait été incendié par les britanniques en 1814. Ce poste lui permet de continuer à développer un style néoclassique américain dans la simplicité et le raffinement. Avec une précision toute académique, il fait évoluer la forme et les matériaux de l'architecture néoclassique pour atteindre un juste mélange d'ascèse et de besoins structuraux.
Il est enterré au cimetière de Mount Auburn à Cambridge au Massachusetts(p322).

## Réalisations
- 1793 - 1830 : le Capitole des États-Unis, à Washington
- 1795 - 1797 : Massachusetts State House, à Boston (Massachusetts).
- 1805 : Faneuil Hall, à Boston (Massachusetts).
- 1813 - 1814 : University Hall (en) à Harvard, à Cambridge (Massachusetts).
- 1818 - 1823 : Massachusetts General Hospital, à Boston (Massachusetts).
- 1827 : U.S. Capitol Gatehouses and Gateposts, au National Mall de Washington
- 1829 - 1832 : Capitole de l'État du Maine à Augusta.